# Ogcocephalus darwini
Espèce
Statut de conservation UICN

 LC  : Préoccupation mineure
Ogcocephalus darwini est une sorte de poisson chauve-souris que l'on retrouve aux îles Galápagos, d'où son appellation commune "poisson chauve-souris des Galápagos". Cette espèce est très proche d'Ogcocephalus porrectus que l'on retrouve près de l'île Cocos, au large des côtes du Costa Rica.
Ce poisson est particulièrement connu pour ses lèvres rouges proéminentes.

## Description physique
Ce poisson chauve-souris a le corps lisse, plutôt aplati et d’une taille allant jusqu’à 40 cm de long. Gris tacheté de brun clair, il peut seulement être facilement identifié par la couleur rouge caractéristique de ses lèvres, qui, selon certains biologistes marins, permettrait d’améliorer la reconnaissance des espèces pendant la ponte (reproduction). Sa tête est triangulaire et se termine par un rostre conique. Ce poisson possède environ 19-20 vertèbres. Il bénéficie de nageoires pectorales très altérées, transformées en "pattes" coudées et articulées, qui permettent à ce mauvais nageur d’avancer sur le fond marin.
Tout comme les autres Lophiiformes, cette espèce possède un illicium sur sa tête lui permettant d'attirer des proies.

## Alimentation
L'espèce est carnivore et se nourrit principalement de petits poissons et crustacés tels des crevettes et mollusques. Il semble peu craintif de son environnement, contrairement à d'autres poissons chauves-souris qui sont limités dans leur aire de répartition en raison de nombreux prédateurs.

## Environnement
Cette espèce vit en milieu marin, à des profondeurs variant de 3 à 76 mètres. On le trouve généralement sur des fonds sableux, et peut être difficile à apercevoir dû au fait qu’il se recouvre parfois en partie de sable. On le trouve également sur des fonds vaseux ou rocheux.
Cette espèce est endémique des Galápagos mais a également déjà été observée à la côte équatorienne et péruvienne.
Ce poisson, figurant parmi les plus étranges qu’ils soient, n’est jamais ou que très rarement gardé en captivité.

## Durée de vie du poisson chauve-souris
La durée de vie de cette espèce est estimée à environ 12 ans